# Momofuku Ando

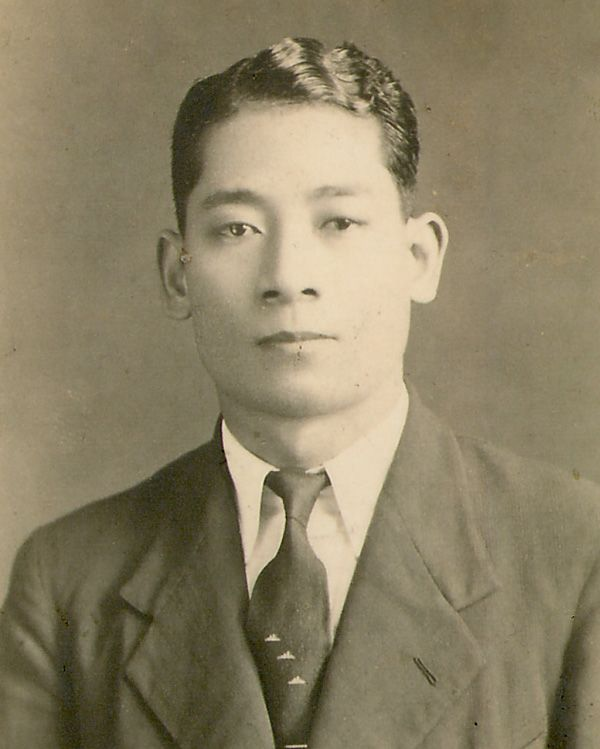
Momofuku Ando 1930.

Momofuku Ando (Japans: 安藤百福, Andō Momofuku) (Kagi, 5 maart 1910 – Osaka, 5 januari 2007) was de Taiwanese/Japanse oprichter en voorzitter van Nissin Food Products. Hij werd Mr Noodle genoemd omdat hij de uitvinder van de instantnoedels en cup noedels was.
Ando is geboren als Gô Pek-hok (吳百福) in een Taiwanese familie in Kagi, het huidige Chiayi. Taiwan maakte toentertijd deel uit van het Japanse Keizerrijk. Ando's ouders overleden toen hij nog jong was en hij werd door zijn grootouders in Tainan (Taiwan) opgevoed. Zijn grootouders bezaten een klein textielbedrijf, wat hem inspireerde om op 22-jarige leeftijd een eigen textielbedrijf op te richten in Taipei. In 1933, begaf Ando zich naar Osaka (Japan) om zaken te doen. Na afloop van de Tweede Wereldoorlog verkreeg Ando het Japanse staatsburgerschap en hij verhuisde definitief naar Japan. Hij begon toen zijn studies aan de Ritsumeikan Universiteit. Tezelfdertijd stichtte hij met de erfenis van zijn familie een merchandisingbedrijfje in Osaka.
Na het verlies van dit bedrijf door een faillissement richtte hij in 1948 het bedrijf op waardoor hij uiteindelijk wereldwijd bekend werd, Nissin Food Products. Nissin startte als een klein familiebedrijf dat zout produceerde in Ikeda, Osaka.
In 1958 vond Ando zowel de instant noodles als de cup noodles uit.
Op 5 januari 2007 overleed hij op 96-jarige leeftijd aan een hartaanval in Osaka. Hij laat een vrouw, twee zonen en een dochter achter.